# Sulkhan Nasidze
Sulkhan Nasidze (født 17. marts 1927 i Tbilisi i Transkaukasiske SFSR (nuværende Georgien), død 21. september 1996) var en georgisk/sovjetisk komponist, lærer og rektor.
Nasidze studerede komposition på Tbilisi Musikkonservatorium, hvor han også blev lærer i komposition og senere rektor. Han skrev 11 symfonier, orkesterværker, kammermusik, korværker, scenemusik, sange etc. Nasidze var også kunstnerisk leder for Georgiens Symfoniorkester. Mange af hans værker har opnået international anerkendelse. Nasidze hører til de ledende komponister fra Georgien. En del af hans symfonier er indspillet og udgivet på pladeselskabet Melodiya.

## Udvalgte værker
- Symfoni nr. 1 (1957) - for orkester
- Symfoni nr. 2 (1963) - for orkester
- Symfoni nr. 3 (1969) - for kammerorkester
- Symfoni nr. 4 "Colchian" (1975) - for orkester
- Symfoni nr. 5 ""Pirosmani" (1978) - for orkester
- Symfoni nr. 6 "Passion" (1979) - for orkester
- Symfoni nr. 7 "Dalai" (1979) - for orkester
- Symfoni nr. 8 "Fresko" (1981) - for orkester
- Symfoni nr. 9 (1983) - for bassanger, kor og orkester
- Symfoni nr. 10 "Et tilbud til J.S. Bach" (1989) - for orkester
- Symfoni nr. 11 "Liturgisk" (1991) - for blæserkvintet, slagtøj og strygeorkester